# Inringad!
Inringad! är en amerikansk kriminalfilm från 1942 i regi av Frank Tuttle. Det är en filmatisering av Graham Greenes bok This Gun for Hire.

## Rollista
- Veronica Lake - Ellen Graham
- Robert Preston - Michael Crane
- Laird Cregar - Willard Gates
- Alan Ladd - Philip Raven
- Tully Marshall - Alvin Brewster
- Marc Lawrence - Tommy
- Olin Howland - Blair Fletcher
- Roger Imhof - senatorn
- Pamala Blake - Annie
- Frank Ferguson - Albert Baker